# Беларусь на чемпионате мира по стрельбе 2006
На чемпионате мира по стрельбе проходившем с 22 июля по 5 августа 2006 в Загребе (Хорватия) Беларусь завоевала 6 медалей

## Результаты
|          | Золото | Серебро | Бронза | Всего |
| -------- | ------ | ------- | ------ | ----- |
| Беларусь | 2      | 3       | 1      | 6     |

## Полный список результатов сборной Беларуси

### Мужчины
- Пневматическая винтовка, 10 м. 
  - Виталий Бубнович – 697,3 очка – 5-е место (олимпийская лицензия)
- Пневматическая винтовка, 10м, движущаяся мишень, смешанная скорость. 
  - Андрей Васильев – 383 очка – 9-е место.
- Малокалиберная винтовка, стрельба из положения лежа, 50 м. 
  - Сергей Мартынов – 702,1 очка – золотая медаль.
  - Петр Литвинчук – 595 очков – 14-е место. 
    - Командное первенство. Беларусь – 1775 очков – 10-е место.
- Малокалиберная винтовка, стрельба из трех положений, 50 м. 
  - Сергей Мартынов – 1164 очка – 24-е место.
  - Петр Литвинчук – 1162 очка – 27-е место. 
    - Командное первенство. Беларусь – 3459 очков – 10-е место.
- Пневматический пистолет, 10 м. 
  - Сергей Юрусов – 575 очков – 32-е место.
  - Юрий Долгополов – 575 очков – 40-е место.
  - Константин Лукашик – 575 очков – 43-е место. 
    - Командное первенство. Беларусь – 1725 очков – 11-е место.
- Малокалиберный пистолет, 20 м, скоростная стрельба. 
  - Владислав Коцаренко – 566 очков – 41-е место.
- Малокалиберный пистолет, 50 м. 
  - Константин Лукашик – 654,4 очка – 8-е место.
  - Сергей Юрусов – 557 очков – 21-е место.
  - Юрий Долгополов – 545 очков – 46-е место. 
    - Командное первенство. Беларусь – 1649 очков – 8-е место.
- Винтовка, стрельба из положения лежа, 300 м. 
  - Сергей Мартынов – 594 очка – 20-е место.
  - Анатолий Клименко – 591 очко – 37-е место. 
    - Командное первенство. Беларусь – 11-е место – 1776.
- Винтовка, стрельба из трех положений, 300 м. 
  - Анатолий Клименко – 1163 очка – 15 место.
  - Виталий Бубнович – 1163 очка – 17-е место.
  - Сергей Мартынов – 1150 очков – 31-е место. 
    - Командное первенство. Беларусь – 3476 очков – 7-е место.
- Стандартная винтовка, стрельба из трех положений, 300 м. 
  - Анатолий Клименко – 584 очка – 5 место.
  - Виталий Бубнович – 583 очка – 7-е место.
  - Сергей Мартынов – 582 очка – 9-е место. 
    - Командное первенство. Беларусь – 1749 очков – золотая медаль

### Женщины
- Пневматическая винтовка, 10 м, движущаяся мишень, постоянная скорость. 
  - Ольга Маркова – 376 очка – 7-е место.
- Пневматическая винтовка, 10 м, движущаяся мишень, смешанная скорость. 
  - Ольга Маркова – 374 очка – 8-е место.
- Пневматическая винтовка, 10 м. 
  - Светлана Будько – 393 очка – 37-е место.
  - Анна Румянцева – 391 очко – 55-е место.
  - Галина Кравцова – 390 очков – 69-е место. 
    - Командное первенство. Беларусь – 1174 очка – 15-е место.
- Малокалиберная винтовка, стрельба из трех положений, 50 м. 
  - Светлана Будько – 578 очков – 14-е место.
  - Галина Кравцова – 571 очко – 41-е место.
  - Татьяна Косенцова – 567 очков – 53-е место. 
    - Командное первенство. Беларусь – 1709 очков – 12-е место.
- Винтовка, стрельба из положения лежа, 50 м. 
  - Татьяна Косенцева – 591 очко – 17-е место.
  - Галина Кравцова – 586 очков – 42-е место.
  - Анна Румянцева – 586 очков – 45-е место. 
    - Командное первенство. Беларусь – 1744 очка – 14-е место.
- Пневматический пистолет, 10 м. 
  - Виктория Чайка – 485,1 очка – бронзовая медаль
  - Людмила Чеботарь – 382 очка – 13-е место.
  - Евгения Галузо – 374 очка – 65-е место. 
    - Командное первенство. Беларусь – 1140 очков – серебряная медаль
- Малокалиберный пистолет, 25 м. 
  - Людмила Чеботарь – 781,3 очка – 6-е место (олимпийская лицензия).
  - Жанна Шепелевич – 779,2 очка – 8-е место (олимпийская лицензия).
  - Евгения Галузо – 575 очков – 21-е место. 
    - Командное первенство. Беларусь – 1735 очков – серебряная медаль
- Винтовка, стрельба из трех положений, 300 м. 
  - Татьяна Косенцева – 580 очков – серебряная медаль

### Юниоры
- Винтовка, стрельба из положения лежа, 50 м.
  - Тимофей Вышинский — 686 очков — 14-е место.
  - Юрий Гаркавый — 580 очков — 42-е место.
  - Артем Федосеев — 570 очков — 66-е место.
    - Командное первенство. Беларусь — 1736 очков — 15-е место.
- Винтовка, стрельба из трех положений, 50 м.
  - Тимофей Вышинский — 1132 очка — 29-е место.
  - Юрий Гаркавый — 1117 очков — 49-е место.
- Пневматическая винтовка, 10м, движущаяся мишень, постоянная скорость.
  - Роман Гришаев — 564 очка — 6-е место.
  - Игорь Толкач — 557 очков — 15-е место.
  - Юрий Макаревич — 541 очко — 26-е место.
    - Командное первенство. Беларусь — 1662 очка — 7-е место.
- Пневматическая винтовка, 10м, движущаяся мишень, смешанная скорость.
  - Роман Гришаев — 379 очков — 4-е место.
  - Игорь Толкач — 367 очков — 17-е место.
  - Юрий Макаревич — 363 очка — 22-е место.
    - Командное первенство. Беларусь — 1109 очков — 4-е место.
- Пневматическая винтовка, 10 м.
  - Павел Уласеня — 586 очков — 35-е место.
  - Артем Федосеев — 578 очков — 67-е место.
  - Юрий Гаркавый — 572 очка — 77-е место.
    - Командное первенство. Беларусь — 1736 очков — 20-е место.
- Пневматический пистолет, 10 м.
  - Виталий Куди — 561 очко — 47-е место.
- Малокалиберный пистолет, 50 м.
  - Виталий Куди — 547 очков — 6-е место.

### Юниорки
- Малокалиберная винтовка, стрельба из положения лежа, 50 м.
  - Алеся Шишко — 580 очков — 29-е место.
  - Анна Пронько — 577 очков — 44-е место.
  - Лидия Жогальская — 555 очков — 70-е место.
    - Командное первенство. Беларусь — 1712 очков — 16-е место.
- Винтовка, стрельба из трех положений, 50 м.
  - Анна Пронько — 557 очков — 52-е место.
  - Алеся Шишко — 557 очков — 53-е место.
  - Лидия Жогальская — 540 очков — 69-е место.
    - Командное первенство. Беларусь — 1654 очка — 19-е место.
- Пневматическая винтовка, 10 м.
  - Алеся Шишко — 393 очка — 11-е место.
  - Анна Пронько — 386 очков — 70-е место.
  - Лидия Жогальская — 378 очков — 100-е место.
    - Командное первенство. Беларусь — 1157 очков — 21-е место.
- Пневматический пистолет, 10 м.
  - Юлия Гаджиева — 375 очков — 22-е место.
  - Екатерина Дрызлова — 373 очка — 28-е место.
  - Алла Барановская — 367 очков — 44-е место.
    - Командное первенство. Беларусь — 1115 очков — 9-е место.
- Малокалиберный пистолет, 25 м.
  - Екатерина Дрызлова — 556 очков — 32-е место.

## Результаты чемпионата мира по стендовой стрельбе

### Мужчины
- Круглый стенд
  - Владимир Коровинский — 118 очков — 37-е место.
  - Андрей Геращенко — 110 очков — 89-е место.
  - Валерий Кукобако — 109 очков — 92-е место.
    - Командное первенство. Беларусь — 337 очков — 20-е место.

### Юниоры
- Круглый стенд
  - Алексей Тортиков — 102 очка — 43-е место.